# Meike Rensch-Bergner
Meike Rensch-Bergner (* 2. Juni 1968 in Hannover, Deutschland) ist eine deutsche Autorin und Unternehmerin.

## Leben
Meike Rensch-Bergner wuchs in Frankfurt am Main auf. Nach dem Abschluss in Betriebswirtschaftslehre an der Johann Wolfgang Goethe-Universität Frankfurt am Main studierte sie ab 1994 Erwachsenenbildung an der Humboldt-Universität zu Berlin. Seit 2000 lebt und arbeitet sie in Hamburg.
Von 1999 bis 2003 absolvierte sie eine Ausbildung im IGG (Institut für Gestalttherapie und Gestaltpädagogik, Berlin) als Organisationsberaterin und arbeitete von 1995 bis 2016 als Coach, Dozentin und Organisationsberaterin.
Seit 2004 publiziert sie zu den Themen Körperakzeptanz und Selbstbewusstsein, seit 2015 verbindet sie diese Inhalte mit Do-It-Yourself (DIY) und dem Nähen der eigenen Bekleidung. Nach der Rückkehr aus der Familienphase 2014 entwickelte sie die „crafteln-Methode der Schnittanpassung“ und veröffentlichte dazu drei Sachbücher.
Einer größeren Öffentlichkeit wurde Meike Rensch-Bergner bekannt, als sie 2015 in der Nähsendung Geschickt eingefädelt mit dem Designer und Moderator Guido Maria Kretschmer teilnahm. Die Sendung war eine VOX-Adaption des britischen TV-Nähwettbewerbs „Great British Sewing Bee“ der BBC.
Seit 2016 führt sie die Schnittanpassungsakademie und den Schnittmusterverlag crafteln.

## Werk
Seit 2004 veröffentlicht sie für verschiedene Verlage Bücher im Bereich Sachbuch. Ihr erstes Buch „Das Uschi-Prinzip“ erreichte Platz 34 in der Spiegel-Bestsellerliste und erschien in 14 Auflagen. Es folgten zwei weitere Ratgeberbücher.
2014 bis 2016 schrieb sie den Blog „Abschaffung der Problemzonen“ auf Stern.de über Körperakzeptanz. Mit „Nählust statt Shoppingfrust“ wechselte sie 2015 thematisch in die Welt der Handarbeiten. In den nachfolgenden Büchern „Passt perfekt“ und „Passt perfekt Plus Size“ erläutert sie die von ihr entwickelte Methode der Schnittanpassung, die über die reine Vermittlung von Anleitungen hinausgeht, indem sie Techniken mit den Themen Selbstbewusstsein und Körperakzeptanz verbindet.
Seit 2018 veröffentlicht sie regelmäßig den Podcast „Passt“, in dem es auch um das Nähen von Bekleidung und Körperakzeptanz geht.
Die öffentliche Thematisierung ihrer Gedanken über die politischen und persönlichen Auswirkungen des Nähens der eigenen Kleidung werden von der FHNW-Kulturwissenschaftlerin Dagmar Venohr aufgegriffen und wissenschaftlich untersucht.

## Bücher (Auswahl)
- Das Uschi-Prinzip. Von allem nur das Beste. Droemer Knaur, 2004, ISBN 978-3-426-77759-6.
- Die Uschi-AG: Königinnen machen Karriere. Ullstein, 2006, ISBN 978-3-548-36841-2.
- Alltagsprofi-Weekenddiva. Gräfe und Unzer, 2008, ISBN 978-3-8338-0872-2.
- Nählust statt Shoppingfrust. Trinity Verlag, 2015, ISBN 978-3-95550-179-2.
- Passt perfekt – Schnittmuster an die eigene Körperform anpassen. Edition Michael Fischer, 2018, ISBN 978-3-86355-857-4.
- Passt perfekt Plus Size: Schnittanpassung für großartige Nähprojekte. Edition Michael Fischer, 2020, ISBN 978-3-96093-593-3.
- Abschaffung der Problemzonen. Texte und Textilien, 2022, ISBN 978-3-948255-20-6.